# 澎湖縣馬公市馬公國民小學
澎湖縣馬公市馬公國民小學，簡稱馬公國小、馬小，是位於澎湖縣馬公市光明里明遠路的公立國民小學，前身為媽宮公學校1899年，為澎湖縣的百年老校之一。

## 歷史
馬公國小的雛型是日治時期的澎湖島國語傳習所，成立於1896年（明治29年），校址位於媽祖宮。1899年（明治32年）11月26日，改制為媽宮公學校，次年1月8日正式開學，並聘任「澎湖鴻儒」吳爾聰執教鞭，最初以教授漢學為主。同年4月，遷至馬公街程朱祠旁（今城隍廟東北邊）新建校舍上課。:55-56
1918年（大正7年）4月，在嵵裡澚的鷄母塢鄉設立嵵裡分校（今五德國小）。1920年（大正9年）4月，本校改名為馬公公學校，並設立文澳分離教室，之後又設立安宅分離教室與石泉分離教室。1923年（大正12年）4月，文澳、安宅與石泉三所分離教室合併為石泉分教場（今石泉國小），嵵裡分校獨立成為馬公第二公學校，而本校則改名馬公第一公學校。隔年4月，開辦二年制高等科。1932年（昭和7年）4月，石泉分教場獨立成為新的馬公第二公學校，位於嵵裡澚鷄母塢鄉的舊馬公第二公學校則降格成為該校的鷄母塢分校，而其所屬的風櫃尾分教場則改隸屬本校，同時設立虎井國語補習所。1940年（昭和15年）4月，虎井國語補習所改制為虎井分教場（今虎井國小）。次年12月，本校遷至火燒坪新校舍（即現址）。1941年（昭和16年）4月，改制為旭國民學校。:55-56
1945年，第二次世界大戰日本戰敗後，國民政府接收臺灣，本校改制為澎湖縣馬公鎮馬公國民學校。1968年（民國57年）實施九年國民教育，改制為澎湖縣馬公鎮馬公國民小學。:81
2002年，馬公國小棒球隊榮獲全國硬式棒球組第八名。
馬公國小曾經是全縣規模最大的小學，經過多次創立新校及重劃學區後，如今規模已不如中正國小和中興國小了。:81
2024年7月1日，原澎湖縣馬公市虎井國民小學裁併入馬公國小改為「澎湖縣馬公市馬公國民小學虎井分部」。

## 歷任校長

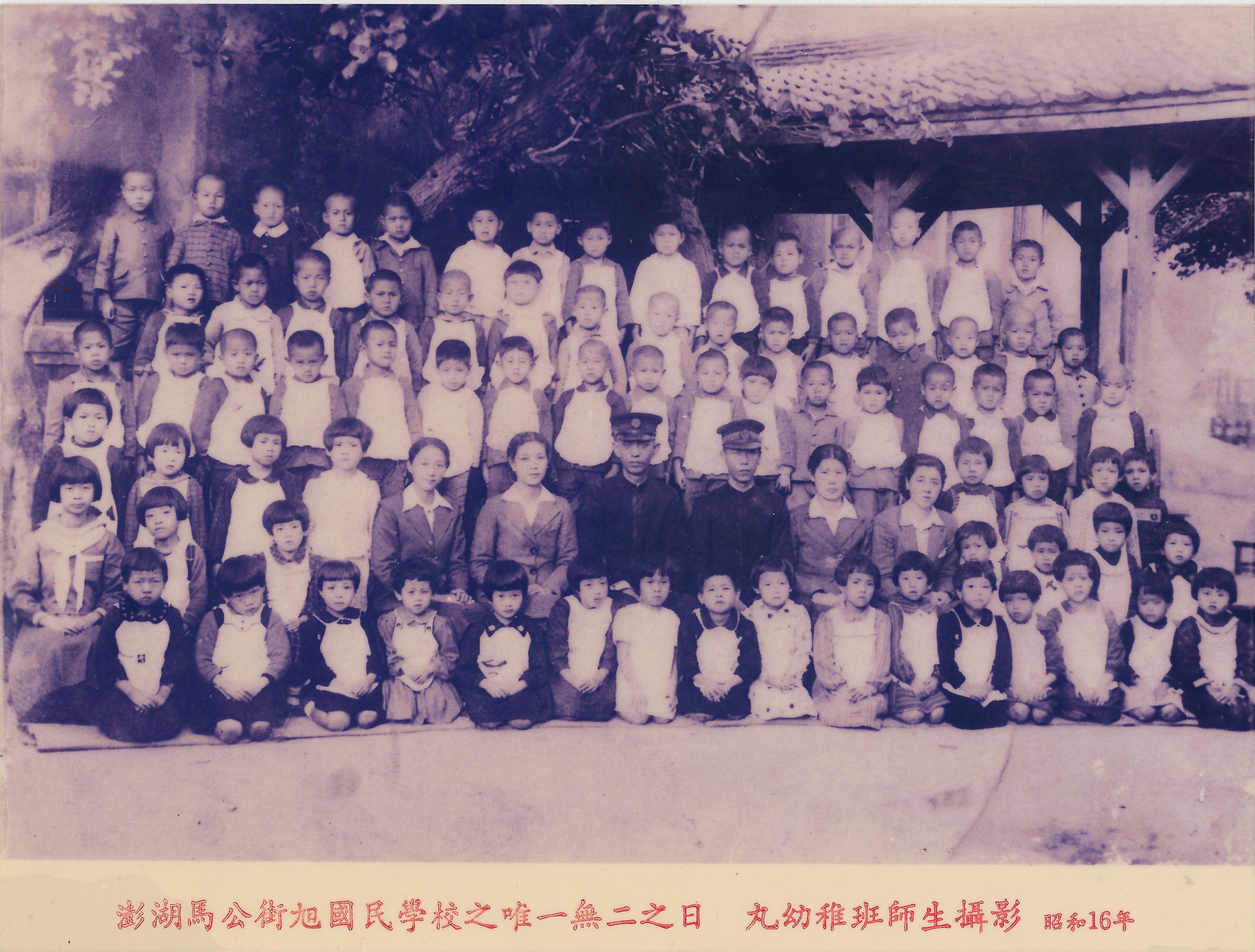
澎湖馬公街旭國民學校丸幼稚班（昭和16年，1941年）

### 日治時期
日治時期歷任校長如下：:57
- 第一任，齋藤典治，1900年1月─
- 第二任，植田卯之作，1900年10月 ─
- 第三任，黑川龜吉，1904年5月 ─
- 第四任，中山翠，1908年5月 ─
- 代理，安藤忠吉，1913年7月─
- 第五任，國武源，1914年5月─
- 第六任，鈴木金次郎，1916年5月 ─
- 第七任，小林善藏，1919年8月
- 代理，野田春吉，1920年3月 ─
- 第八任，秋山方太郎，1920年7月─
- 第九任，松垣　㱡，1922年7月─
- 第十任，平田謹吉，1925年7月 ─
- 第十一任，東恩納盛亮，1926年7月 ─
- 第十二任，高橋房太，1927年7月 ─
- 第十三任，久本平三郎，1929年8月 ─
- 代理，筱原武雄，1931年7月 ─
- 第十四任，筱原武雄，1932年7月 ─
- 第十五任，佐佐木豐治，1938年7月─
- 第十六任，內田增太郎，1942年12月─

### 民國時期
民國時期歷任校長如下：:82
- 第一任，紀雙抱，1945年9月─1947年6月
- 第二任，陳耀宗，1947年7月─1947年8月
- 第三任，顏榮華，1947年9月─1948年2月
- 第四任，莊東，1948年2月─1953年1月
- 第五任，劉煥文，1953年1月─1971年9月
- 第六任，許丁現，1971年10月─1985年9月
- 第七任，許春波，1985年9月─1994年2月
- 代理，曾根旺，1994年2月─1994年8月
- 第八任，吳祖籠，1993年8月─1999年2月
- 第九任，洪金枝，1999年2月─2006年8月
- 第九任，柯仲甫，2006年8月─2013年7月
- 第十任，吳妙娟，2013年8月─2021年7月
- 第十一任，王文瑞，2021年8月–至今

## 知名校友
馬公國小知名校友如下：:92-96
- 莊東（本科16）：前澎湖縣議會議長
- 蔡欲修（本科17）：澎湖第一個留學日本並回來執業的建築師
- 鄭大洽（本科19）：前省議員
- 謝自南（本科21）：傳統木造廟宇大木匠師與當代水泥建築的設計師
- 呂安德（本科25）：前澎湖縣縣長
- 梁許春菊（本科27）：前省議員、立法委員
- 林聯登（本科34）：前省議員、國大代表
- 吳克文（本科38）：詩人、書法家，澎湖地區鸞堂發展的重要推手
- 黃三桂（第17屆）：前衛生福利部中央健康保險署署長
- 陳淑麗（第17屆）：前模特兒、演員、電視節目主持人，第一屆國家公益獎得獎人
- 吳達澎（第17屆）：已退役陸軍二級上將，第一位澎湖出身的上將
- 賴峰偉（第21屆）：前澎湖縣縣長
- 陳佩琪（第28屆）：醫師，現任臺北市市長柯文哲之妻
- 侯武忠（第30屆）：第十二屆醫療奉獻獎得主

## 外部連結
- 馬公國小官網 （页面存档备份，存于）